# BD-08 2823 b
BD-08 2823 b est une exoplanète découverte en 2009 par une équipe de chercheurs du projet HARPS.